# Greta Salóme
Greta Salóme Stefánsđóttir, meglio nota come Greta Salóme (Mosfellsbær, 11 novembre 1986), è una cantautrice e violinista islandese.
Ha rappresentato due volte l'Islanda all'Eurovision Song Contest, prima nel 2012, con Jónsi e il brano Never Forget, classificandosi al 20º posto nella finale dell'evento, e poi da sola nel 2016 con il brano Hear Them Calling, fermandosi al 14º posto nella prima semifinale.

## Biografia
Nata a Mosfellsbær, a circa 17 km da Reykjavík, iniziò ad appassionarsi in tenera età alla musica suonando il violino già a partire dai quattro anni. Figlia d'arte in quanto anche la madre, Kristin Lilliendahl, era una cantante mentre il nonno, Karl Lilliendahl, era un chitarrista, all'età di 13 anni entrò nel Conservatorio di Reykjavík per venire poi accettata presso l'Università delle arti d'Islanda nel 2004, dove si è laureata con un bachelor's degree nel 2008.

### Carriera musicale
Nel 2012 prese parte a Söngvakeppnin Sjónvarpsins con due brani: il primo, Mundu eftir mér, in coppia con il connazionale Jónsi, mentre il secondo, Aldrei sleppir mér, è stato cantato con Heiða & Guðrún Árný. Entrambi i brani, scritti e composti da lei stessa, si qualificarono per la finale dove lei scelse di esibirsi solamente con Jónsi. Proprio con quest'ultimo vinse la competizione e ottenne il diritto di rappresentare l'Islanda all'Eurovision Song Contest 2012. Il brano fu tradotto in inglese con il titolo Never Forget e dopo essersi qualificato dalla prima semifinale, si classificò al 20º posto con 46 punti.
Verso la fine dell'anno Salóme pubblicò il suo album di debutto, In the Silence, con l'etichetta islandese Sena e includendo il suo precedente singolo oltre che la versione originale in islandese e l'altro brano presentato al concorso musicale islandese.
Anche nel 2016 la cantante prese parte al Söngvakeppnin con il brano Raddirnar, poi tradotto in inglese con il titolo Hear Them Calling, e come autrice del brano Á ný, cantato da Elísabet Ormslev. Con la versione inglese del brano vinse la finale della manifestazione ottenendo ancora una volta il diritto di rappresentare l'Islanda, questa volta all'Eurovision Song Contest 2016. Qui la cantante si fermò al 14º posto nella prima semifinale con 51 punti, non qualificandosi a sorpresa per la finale dell'evento.
Due anni dopo ha scritto in collaborazione con Emil Rosendal Lei e Samir Salah Elshafie, il brano Crazy, cantato da Raya per l'Eurovision: You Decide 2018, il processo di selezione del rappresentante eurovisivo del Regno Unito. Nello stesso anno ha scritto e pubblicato il singolo Wildfire, parte della colonna sonora del film d'animazione Ploi.

## Discografia

### Album
- 2012 – In the Silence

### Singoli
- 2012 – Never Forget (con Jónsi)
- 2015 – Fleyið
- 2016 – Hear Them Calling
- 2016 – Row
- 2017 – My Blues
- 2017 – Running Out of Time
- 2017 – Síðustu jól (feat. Sverrir Bergmann)
- 2018 – Wildfire (feat.Tiny)
- 2019 – Mess It Up